# John Moore (archevêque)
Pour les articles homonymes, voir John Moore et Moore.
John Moore (26 avril 1730 – 18 janvier 1805) est un ecclésiastique britannique, évêque de Bangor, puis quatre-vingt-huitième archevêque de Cantorbéry.
Sa tombe a été découverte en avril 2017 à l'occasion de travaux sur le site d'une ancienne église de la capitale britannique qui doit être transformée en musée. Cinq autres tombes d'archevêques de Canterbury, dont celui de Richard Bancroft, archevêque de Canterbury de 1604 à 1610, ont été également trouvées. 